# إرنست إليس
إرنست إليس (بالإنجليزية: Ernest Ellis)‏ هو لاعب كرة قدم بريطاني (وحمل سابقاً جنسية المملكة المتحدة لبريطانيا العظمى وأيرلندا) في مركز الظهير، ولد في 30 نوفمبر 1885 في المملكة المتحدة، وتوفي في 1 يوليو 1916 في سوم في فرنسا. لعب مع نادي بارنسلي ونادي دونكاستر روفرز ونادي هارتلبول يونايتد ونورويتش سيتي وهارت أوف ميدلوثيان.